# Técnica del sudán III

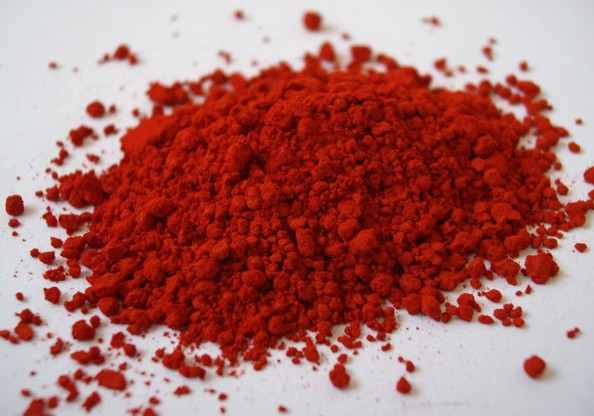
Solvente amarillo 14

La técnica del sudán III es un método utilizado generalmente para demostrar la presencia de grasas mediante tinción de triglicéridos, aunque también tiñe otros lípidos.
Pertenece al grupo de colorantes indiferentes, que son aquellos que no tienen afinidad por estructuras ácidas o básicas. Son insolubles en el agua y tiñen aquellas sustancias que tienen un poder de disolución superior al del líquido empleado para preparar la solución colorante. 

## Fundamento
Los colorantes para grasas son más solubles en las propias grasas que en el medio en el que van disueltos. Así, al bañar la grasa con la solución del colorante, éste tiende a disolverse en la grasa que se va cargando del colorante. Por regla general estos colorantes siempre van en solución alcohólica o bien en una mezcla de alcohol/acetona o alcohol/agua.

## Tejido diana
El tejido diana para esta técnica es el tejido adiposo y lípidos en general. El fijador ideal es el formol 10%, y el grosor óptimo de corte es de 4 a 6 micras.

## Reactivos
1. Sudán III.
2. Escarlata.
3. Hematoxilina o carmín.

## Procedimiento
1. Desparafinar e hidratar.
2. Lavar en agua destilada.
3. Añadir sudán III + 40 gotas de rojo escarlata, de 1 a 24 horas.
4. Lavar con agua corriente.
5. Añadir hematoxilina o carmín (para el contraste),  5-10 minutos.
6. Lavar en agua corriente, 5 minutos.
7. Montar.

## Resultados
- Grasa: rojo o anaranjado